# Weil der Mensch erbärmlich ist
Weil der Mensch erbärmlich ist (Originaltitel: Wil) ist ein belgisches Historiendrama aus dem Jahr 2023. Der Film basiert auf einer Romanvorlage von Jeroen Olyslaegers und beschreibt die Geschichte zweier junger belgischer Gendarmen im durch die Nationalsozialisten besetzten Antwerpen.

## Handlung
Antwerpen 1942: Die flämische Hafenstadt Antwerpen ist, wie auch das restliche Land, durch die Nationalsozialisten besetzt. Viele Belgier, darunter auch die Polizei, sind dazu gezwungen, mit den Deutschen zusammenzuarbeiten. Die beiden gerade ausgebildeten Gendarmen Wil und Lode töten in ihrer ersten Schicht einen deutschen Feldgendarm, als dieser gerade eine jüdische Familie ermorden will. Die beiden jungen Männer schließen sich dem Widerstand an und versuchen, Juden zu verstecken und vor Razzien zu warnen. Dabei entwickelt sich eine Liebesbeziehung zwischen Wil und Yvette, der Schwester von Lode, die ebenfalls im Widerstand tätig ist. Im Laufe des Films wird die Widerstandsgruppe entdeckt. Am Schluss müssen die beiden Männer an einer brutalen Razzia gegen jüdische Familien teilnehmen, was von Yvette beobachtet wird. Sie begeht daraufhin Suizid.

## Produktion
Der Film erhielt finanzielle Unterstützung durch den Vlaams Audiovisueel Fonds (VAF). Die Dreharbeiten fanden in Lüttich, Mechelen, Dilbeek und Antwerpen statt. Er kam am 27. September 2023 in Belgien in die Kinos.

## Rezeption

### Kritik
Das Lexikon des internationalen Films gibt vier von fünf Sternen und resümiert: „Teils schwer erträglich in seinen Szenen von menschenverachtender Gewalt, stellt der Film unbequeme Fragen nach Moral, Anstand, Zivilcourage, Verrat, Antisemitismus und Nationalismus. Dabei setzt das formal wie darstellerisch bestechende Werk auf emotionale, schmerzhafte Auseinandersetzung mit den Figuren.“

### Auszeichnungen
- 2024: Flämischer Filmpreis Ensors (in sieben Kategorien Bester Film, bestes Film-Drehbuch, Box Office-Preis, beste Kameraführung, beste Regie Film, beste Hauptrolle Film und beste Nebenrolle Film)[6][7]